# T. Jefferson Parker
Pour les articles homonymes, voir Parker.
T. Jefferson Parker est un écrivain américain, auteur de romans policiers, né à Los Angeles en 1953.

## Œuvre

### Romans

#### SérieMerci Rayborn
- The Blue Hour (1999)
  - Coup de blues, trad. de Dominique Wattwiller, Paris, Presses de la Cité, 2000, 461 p.  (ISBN 2-258-05330-7)
- Red Light (2000)
  - Feu rouge, trad. de Dominique Wattwiller, Paris, Presses de la Cité, 2002, 428 p.  (ISBN 2-258-05594-6)
- Black Water (2002)

#### SérieCharlie Hood
- L.A. Outlaws (2008)
  - Signé Allison Murrietta, trad. d’Étienne Meneteau, Paris, Éditions Calmann-Lévy, coll. « Robert Pépin présente… », 2011, 355 p.  (ISBN 978-2-7021-4171-7)
- The Renegades (2009)
  - Les Chiens du désert, trad. de Philippe Loubat-Delranc, Paris, Éditions Calmann-Lévy, coll. « Robert Pépin présente… », 2012, 361 p.  (ISBN 978-2-7021-4419-0)
- Iron River (2010)
  - La Rivière d’acier, trad. de Philippe Loubat-Delranc, Paris, Éditions Calmann-Lévy, coll. « Robert Pépin présente… », 2013, 360 p.  (ISBN 978-2-7021-5441-0)
- The Border Lords (2011)
- The Jaguar (2012)
- The Famous and the Dead (2013)

#### SérieRoland Ford
- The Room of White Fire (2017)
- Swift Vengeance (2018)
- The Last Good Guy (2019)
- Then She Vanished (2020)

#### Autres romans
- Laguna Heat (1985)
  - Un été d’enfer, trad. d’Annick Le Goyat, Paris, Éditions Unide, coll. « Club de chez nous », 1987, 223 p. (BNF 34928066)
- Little Saigon (1988)
  - Little Saigon, trad. de Mark Sanford, Paris, J’ai lu, coll. « J'ai lu. Suspense », 1990, 502 p.  (ISBN 2-277-22861-3)
- Pacific Beat (1991)
  - Pacific tempo, trad. d’Anna Buresi, Paris, J’ai lu, coll. « J'ai lu. Polar », 1992, 445 p.  (ISBN 2-277-23261-0)
- Summer of Fear (1993)
  - L'Été de la peur, trad. de Philippe Safavi, Paris, J’ai lu, coll. « J'ai lu. Polar », 1994, 380 p.  (ISBN 2-277-23712-4)
- The Triggerman’s Dance (1996)
  - La Chasse aux tueurs, trad. de Dominique Wattwiller, Paris, Presses de la Cité, coll. « Sang d’encre », 2004, 462 p.  (ISBN 2-258-05774-4)
- Where Serpents Lie (1998)
  - La Mue du serpent, trad. de Dominique Wattwiller, Paris, Éditions France Loisirs, 1999, 532 p.  (ISBN 2-7441-2916-X)
- Silent Joe (2001)
  - Seul dans la nuit trad. de Paul Couturiau, Paris, Presses de la Cité, coll. « Sang d’encre », 2003, 437 p.  (ISBN 2-258-06083-4)
- Cold Pursuit (2003)
- California Girl (2004)
  - California girl, trad. de Dominique Wattwiller, Paris, Presses de la Cité, coll. « Sang d’encre », 2005, 437 p.  (ISBN 2-258-06704-9)
- The Fallen (2006)
- The Storm Runners (2007)
- Full Measure (2014)
- Crazy Blood (2016)
- A Thousand Steps (2022)
- The Rescue (2023)
- Desperation Reef (2024)

#### Nouvelles
- La pêche miraculeuse in Face à Face, Fleuve Noir, collection 12/21, 2020 (Face Off, 2014), Policier, Thriller, trad. Maxime Berrée  (ISBN 2265154709)Écrit avec John Lescroart. Anthologie réunie par David Baldacci - 11 nouvelles rédigées par des équipes de deux à trois auteurs.

## Prix et distinctions

### Prix
- Prix Edgar-Allan-Poe 2002 du meilleur roman pour Silent Joe[1]
- Prix Edgar-Allan-Poe 2005 du meilleur roman pour California Girl[1]
- Prix Edgar-Allan-Poe 2009 de la meilleure nouvelle pour Skinhead Central[1]
- Prix Shamus 2018 du meilleur roman pour The Room of White Fire[2]

### Nominations
- Prix Edgar-Allan-Poe 2001 du meilleur roman pour Red Light[1]
- Prix Hammett 2001 pour Silent Joe[3]
- Prix Barry 2002  du meilleur roman pour Silent Joe[4]
- Prix Macavity 2002  du meilleur roman pour Silent Joe[5]
- Prix Hammett 2004 pour California Girl[3]
- Prix Anthony 2005 du meilleur roman pour California Girl[6]
- Prix Macavity 2005  du meilleur roman pour California Girl[5]
- Prix Thriller 2010 du meilleur roman pour The Renegades[7]
- Prix Hammett 2010 pour Iron River[3]